# Metapelma
Metapelma is een geslacht van vliesvleugeligen uit de familie Eupelmidae. De wetenschappelijke naam van dit geslacht is voor het eerst geldig gepubliceerd in 1835 door Westwood.

## Soorten
Het geslacht Metapelma omvat de volgende soorten:
- Metapelma albisquamulata Enderlein, 1912
- Metapelma angustipes Ferrière, 1938
- Metapelma archetypon Gibson, 2009
- Metapelma bachi Girault, 1922
- Metapelma beijingense Yang, 1996
- Metapelma berlandi Ferrière, 1938
- Metapelma compressipes Cameron, 1909
- Metapelma cubense Ashmead, 1900
- Metapelma elegantulum Ferrière, 1938
- Metapelma feae Masi, 1923
- Metapelma giraulti Ferrière, 1938
- Metapelma gloriosum Westwood, 1874
- Metapelma goethei Girault, 1928
- Metapelma insigne (Förster, 1860)
- Metapelma ledouxi Risbec, 1953
- Metapelma leucoptera Risbec, 1958
- Metapelma madecassa Ferrière, 1938
- Metapelma mesandamana Mani & Kaul, 1973
- Metapelma mirabile Brues, 1906
- Metapelma nobile (Förster, 1860)
- Metapelma obscuratum Westwood, 1874
- Metapelma pacificum Nikol'skaya, 1952
- Metapelma palauense Yoshimoto & Ishii, 1965
- Metapelma patrizii Masi, 1923
- Metapelma riparia Prinsloo, 1985
- Metapelma ruficauda Ferrière, 1938
- Metapelma rufimanum Westwood, 1874
- Metapelma salomonis Ferrière, 1938
- Metapelma schwarzi (Ashmead, 1890)
- Metapelma seyrigi Risbec, 1952
- Metapelma spectabile Westwood, 1835
- Metapelma strychnocola Mani & Kaul, 1973
- Metapelma sylvaticum Risbec, 1953
- Metapelma taprobanae Westwood, 1874
- Metapelma tenuicrus Gahan, 1925
- Metapelma turneri Ferrière, 1938
- Metapelma westwoodi Girault, 1915
- Metapelma zhangi Yang, 1996